# Gradiška
Gradiška (dříve Bosanska Gradiška, srbsky Градишка) je město a sídlo stejnojmenné opčiny v Bosně a Hercegovině v Republice srbské. Nachází se těsně u hranic s Chorvatskem, asi 42 km severovýchodně od Banja Luky, v blízkosti Lijevče polje a v podhůří Kozary. V roce 2013 žilo v Gradišce 14 368 obyvatel, v celé opčině pak 51 727 obyvatel.
K městu připadají též vesnice Adžići, Berek, Bistrica, Bok Jankovac, Brestovčina, Bukovac, Cerovljani, Cimiroti, Čatrnja, Čelinovac, Čikule, Donja Dolina, Donja Jurkovica, Donji Karajzovci, Donji Podgradci, Dragelji, Dubrave, Elezagići, Gašnica, Gornja Dolina, Gornja Jurkovica, Gornja Lipovača, Gornji Karajzovci, Gornji Podgradci, Grbavci, Greda, Jablanica, Jazovac, Kijevci, Kočićevo, Kozara, Kozinci, Krajišnik, Kruškik, Laminci Brezici, Laminci Dubrave, Laminci Jaružani, Laminci Sređani, Liskovac, Lužani, Mačkovac, Mašići, Mičije, Miloševo Brdo, Miljevići, Mokrice, Nova Topola, Novo Selo, Orahova, Orubica, Petrovo Selo, Rogolji, Romanovci, Rovine, Samardžije, Seferovci, Sovjak, Srednja Jurkovica, Šaškinovci, Trebovljani, Trnovac, Trošelji, Turjak, Vakuf, Vilusi, Vrbaška a Žeravica.